# Piedade (São Paulo)
Piedade é um município brasileiro do estado de São Paulo situado na Região Metropolitana de Sorocaba, na Mesorregião Macro Metropolitana Paulista e na Microrregião de Piedade. Localiza-se a uma latitude 23º42'43" Sul e a uma longitude 47º25'40" Oeste, estando a uma altitude de 781 metros. Sua população estimada pelo IBGE em 2019 era de 55 348 habitantes.

## História
Piedade foi conhecida como capital da cebola, chegando a ser a maior produtora do Brasil. Hoje, sua agricultura é diversificada destacando-se entre elas a alcachofra, morango e caqui. Também é conhecida pelas suas "cerejeiras do Japão", as quais enfeitam a cidade durante os meses de junho e julho, quando acontece sua florada. Na mesma época, a comunidade Japonesa da cidade comemora a festa da cerejeira.
No mês de Maio é realizada a Festa do Kaki Fuyu (variedade muito plantada na região), festividade que reúne várias atrações relativas a colheita do fruto juntamente com o aniversario da cidade.

## Geografia
O município encontra-se entre planaltos, no flanco interior da Serra do Mar, em área de preservação ecológica. A altitude varia de 750 a 1227m. Nas partes de vegetação primitiva, é coberto pela mata Atlântica.
Diversos rios, córregos e ribeirões pertencentes às bacias dos rios Tietê, Paranapanema e rio Ribeira de Iguape banham Piedade.
Possui uma área de 746,868 km².
A estrada que liga o centro de Piedade a Tapiraí, possui altitude média acima dos 1.000 (mil metros). O bairro Vila Elvio, junto à Reserva do Jurupará, possui, em sua capela, a altitude de 1.000 metros, com morros relativamente mais altos nas cercanias.

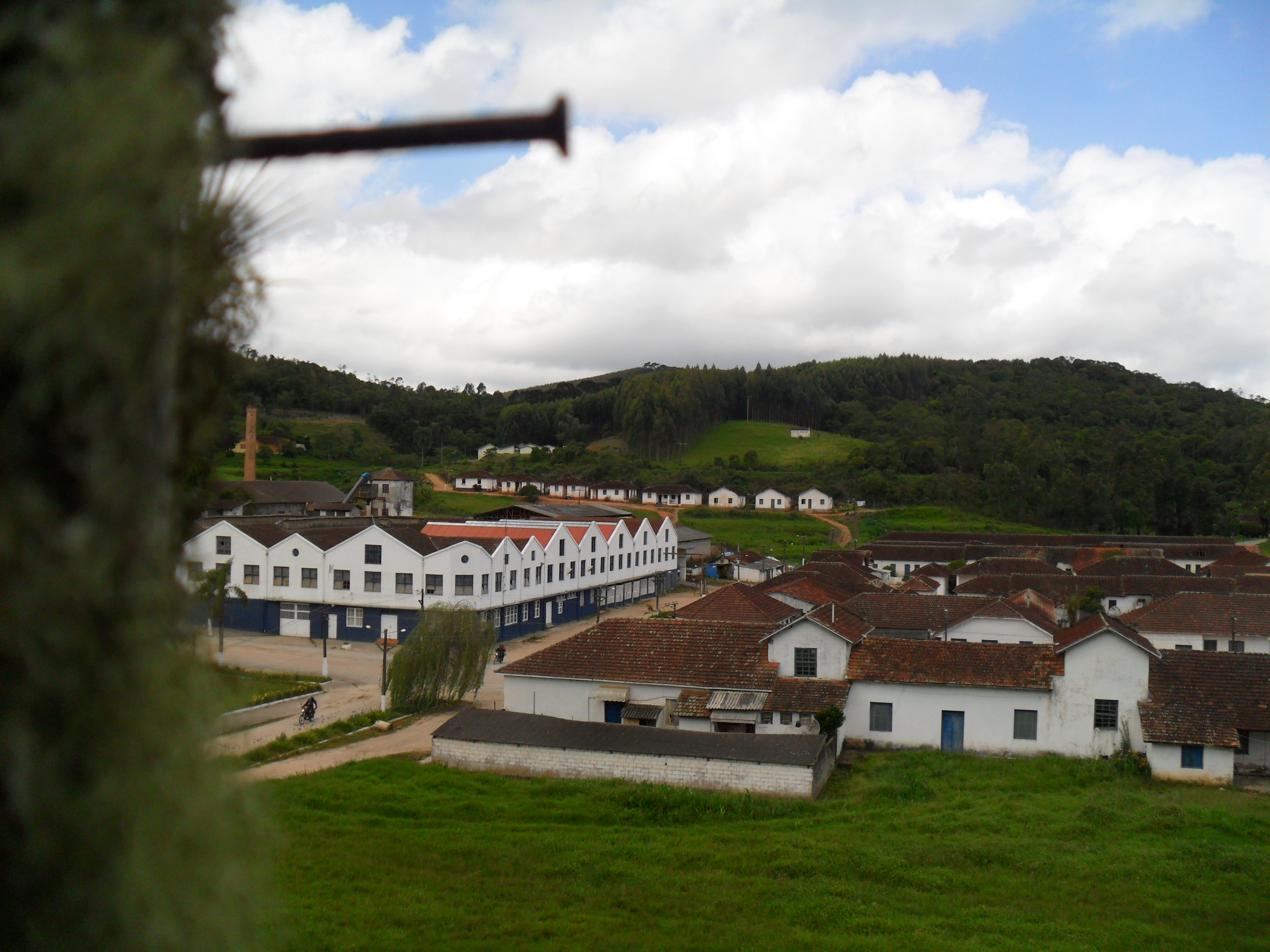
Panorama da Vila Élvio: bairro rural do município de Piedade fundado no início do século XX como vila operária para a fábrica de "camas-patente". A região foi importante reduto de imigração italiana na região.

### Hidrografia
- Rio Pirapora
- Rio Sarapuí
- Rio Turvo

### Rodovias
- SP-79
- SP-250

## Demografia
A população descende de pioneiros e nativos, não tendo recebido significativa mão de obra escrava. A imigração estrangeira  ocorreu no final do século XIX ao início do século XX, com a chegada de japoneses, italianos e espanhóis  advindos de outras regiões do estado e que auxiliaram o progresso da cidade. Devida ao clima muito frio e úmido, e também por sua reservas, a cidade recebeu inúmeros imigrantes alemães em busca do ar puro e do clima "europeu" da região. A presença principalmente de alemães, suíços e austríacos, mas também de holandeses, belgas, dinamarqueses, suecos e noruegueses não é organizada, não apresentando assim formação de colônias relevantes. Porém, no caso dos alemães, houve um bairro formado em Piedade com maioria dos habitantes de origem alemã, a Colônia da Roseira. Os alemães tiveram iniciativas importantes, como formação de escola alemã e sua presença na sociedade piedadense pode ser constatada pela existência de inúmeros sobrenomes alemães na região, representados por famílias como: Gunther, Hess, Schumacher, Friedrich, Werner, König, Müller entre outros.
Dados do Censo - 2000
População total: 50.131
- Urbana: 22.057
- Rural: 28.074
- Homens: 26.311
- Mulheres: 23.820

Densidade demográfica (hab./km²): 67,24
Mortalidade infantil até 1 ano (por mil): 18,62
Expectativa de vida (anos): 69,81
Taxa de fecundidade (filhos por mulher): 2,39
Taxa de alfabetização: 88,15%
Índice de Desenvolvimento Humano (IDH-M): 1,987
- IDH-M Renda: 1,712
- IDH-M Longevidade: 1,425
- IDH-M Educação: 1,811

(Fonte: IPEADATA)

### Etnias
| Cor/Raça | Nº de pessoas | Percentagem |
| -------- | ------------- | ----------- |
| Branca   | 40 254        | 77,20%      |
| Parda    | 9 327         | 17,89%      |
| Amarela  | 1 556         | 2,98%       |
| Preta    | 949           | 1,82%       |
| Indígena | 57            | 0,11%       |

Fonte: IBGE – Censo 2010

## Política e administração
- Prefeito:  Geraldo Pinto de Camargo Filho (2021/2024)
- Vice-prefeito: Renaldo Correa da Silva
- Presidente da câmara: Adilson Castanho

## Economia
Sua economia é essencialmente agrícola, fazendo parte do Cinturão Verde do Estado de São Paulo, abastecendo a metrópole com seus hortifrutigranjeiros. A proximidade do município ao mercado da Grande São Paulo foi responsável pelo significativo desenvolvimento da região.
Apresenta também destaque no turismo, com belezas naturais e diversas pousadas que apresentam como diferencial exatamente o contato com a natureza. O município também possui como atração turística uma fazenda de criação de camarões de água doce.
Piedade é um município com potencial para muitas atividades. Uma das quais está em crescimento acelerado nos últimos anos é a criação de cavalos que, anteriormente, abrangia somente a raça manga-larga, porém, no início do século XXI, o número de cavalos da raça crioula aumentou de forma significativa, assim como a quantidade de proprietários.
Outra fonte que se destaca na economia do município é a produção de alcachofra, sendo o maior produtor dessa hortaliça no Brasil.

## Infraestrutura

### Comunicações
O sistema de telefones automáticos foi inaugurado na cidade pela Companhia Telefônica Brasileira (CTB) em 1970. Já o sistema de discagem direta à distância (DDD) foi implantado em 1979 pela Telecomunicações de São Paulo (TELESP) com o código de área (0152).
Na década de 90 o código DDD da cidade foi alterado para (015), para padronização do sistema telefônico com a telefonia celular que estava sendo implantada em todo o estado.

### Transportes
A própria prefeitura municipal é a atual responsável do transporte municipal. Além disso, outras 4 empresas atuam no transporte coletivo de passageiros:
- Viação Danúbio Azul (transporte intermunicipal, pela ARTESP): para Vargem Grande Paulista, Cotia, Ibiúna, São Paulo e Tapiraí;
- Transpen (transporte intermunicipal, pela ARTESP): para Sorocaba e Registro;
- Rápido Luxo Campinas Ltda.[13] (transporte metropolitano, pela EMTU): para Ibiúna;
- Expresso Amarelinho (transporte metropolitano, pela EMTU): para Tapiraí e Sorocaba, via Votorantim.

## Religião
O Cristianismo se faz presente na cidade da seguinte forma:

### Igreja Católica
- A igreja faz parte da Arquidiocese de Sorocaba.[15]

### Igrejas Evangélicas
- Assembleia de Deus Ministério do Belém.[16][17]
- Congregação Cristã no Brasil.[18]

## Turismo
A partir da década de 2010, a margem sul da Represa de Itupararanga, localizada no limite com os município de Ibiúna e VOtorantim, passou a abrigar um empreendimento turístico com infraestrutura voltada para o ecoturismo, o lazer aquático e a recreação familiar. O projeto, inicialmente proposto como “solução integradora entre turismo sustentável e preservação ambiental”, resultou em alterações paisagísticas significativas, incluindo terraplanagens extensas, construção de píeres flutuantes e pavimentação de trilhas antes ocupadas por vegetação ciliar secundária.
A Represa de Itupararanga é não só um ponto de abastecimento e lazer para diversas cidades da região, mas também um local onde o turismo e o desenvolvimento imobiliário se entrelaçam. Nas últimas décadas, a área ao redor da represa recebeu um significativo investimento em infraestrutura, com destaque para a construção de resorts e empreendimentos turísticos de alto padrão.

### Galeria de Peixes e Animais Típicos de Piedade
Apesar dos desafios, a área de Piedade continua a ser um atrativo importante para os que buscam descanso e lazer em um cenário natural, ainda que a represa enfrente as consequências da intervenção humana em seu entorno.

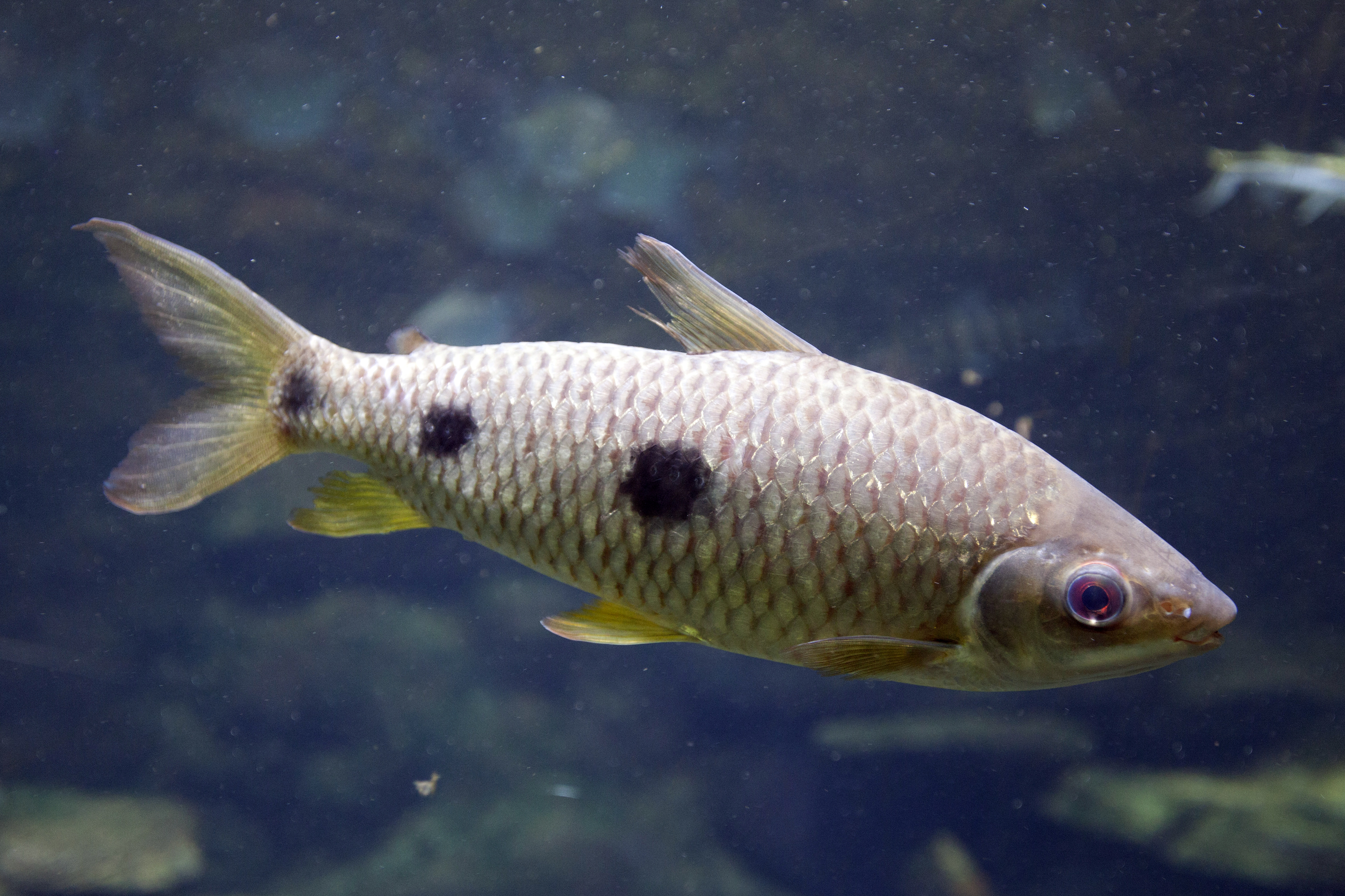
Nome popular: Piau – Nome científico: Leporinus spp. – Encontrado no Sorocabuçu, é apreciado tanto por pescadores locais quanto turistas.
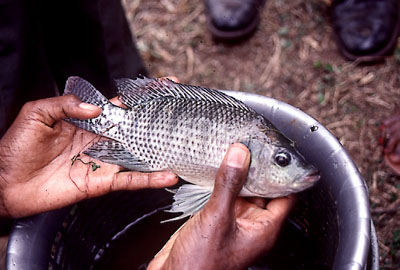
Nome popular: Tilápia nativa – Nome científico: Coptodon rendalli – Encontrada no Rio Sorocamirim, essa espécie é uma das mais resistentes à poluição.
Nome popular: Tambaqui – Nome científico: Colossoma macropomum – Grande peixe de escama que habita a represa, muito procurado para a pesca esportiva.
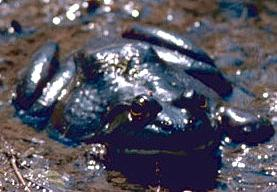
Nome popular: Rã-touro – Nome científico: Lithobates catesbeianus – Habitante das margens dos rios de Ibiúna, é conhecida por seu canto característico durante a noite.
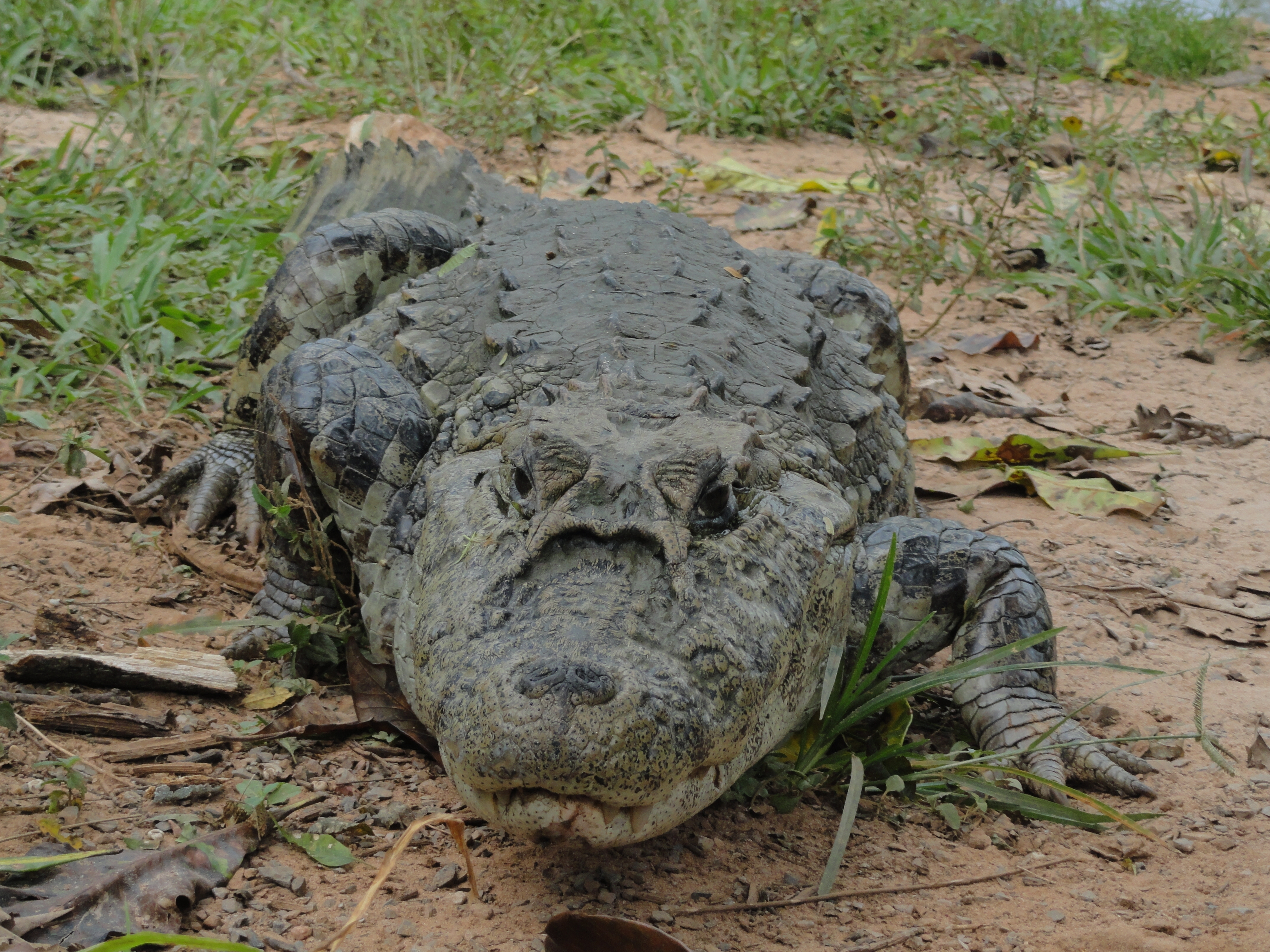
Nome popular: Jacaré-do-papo-amarelo – Nome científico: Caiman latirostris – Frequentemente visto nas margens do Rio Una, é um predador natural da região.
Nome popular: Capivara – Nome científico: Hydrochoerus hydrochaeris – Maior roedor do mundo, pode ser vista frequentemente nas áreas de mata ciliar de Ibiúna.

Agora, o artigo está mais completo com a seção sobre o resort na represa e uma galeria de animais típicos da região. Caso queira adicionar mais informações, é só falar!